# مارتي روبينز
مارتن ديفيد روبنسون (بالإنجليزية: Marty Robbins) (26 سبتمبر 1925 - 8 ديسمبر 1982)، المعروف باسمه الفني مارتي روبينز، هو مغني وكاتب أغاني أمريكي وكان يعزف على عدة آلات، كما كان سائقا في سباقات ناسكار. كان أحد أشهر فناني الكانتري وأنجحهم في عصره، وكانت أغانيه تصل مراكز متقدمة في قائمة بيلبورد لأغاني الكانتري خلال مسيرته التي استمرت أربعة عقود تقريبا، كما تجاوزت عدة من أغانيه مجال الكانتري لتنجح في قوائم البوب أيضا.

## سيرة
ولد روبينز في غلينديل، وهي ضاحية من ضواحي فينيكس عاصمة ولاية أريزونا. زُعم أن أمه يعود أصلها إلى قبائل البايوتي الجنوبية، ولكن تم تسجيل كلا والديه على أنهما «بيض» في تعداد عام 1930.وتربى في وضع عائلي صعب. وعمل أبوه في عدة مهن صغيرة مختلفة ليعيل عائلته المكونة من عشرة أطفال. أدى إدمان أبيه على الكحول إلى طلاقه من أمه في عام 1937. ذكر روبينز عن طفولته أنه كان يستمع إلى قصص الغرب الأمريكي التي حكاها له جده من أمه، ويدعى تكساس بوب هيكل، والذي كان معالجا تقليديا. ترك روبينز بيته في عمر السابعة عشرة لينضم إلى بحرية الولايات المتحدة كربان مركب للإنزال أثناء الحرب العالمية الثانية. وتم تعيينه في جزر سليمان في المحيط الهادي. خلال هذا الوقت، تعلم عزف الإيتار وبدأ بكتابة الأغاني، وبدأ يسمع الموسيقى الهاوايئية.
تم تسريحه من الجيش في عام 1945، وبدأ بالعزف في الأماكن المحلية في فينيكس، ثم انتقل ليقدم عرضه الخاص على محطة KTYL الإذاعية. وكان عنده برنامجه التلفزيوني الخاص فيما بعد على تلفزيون KPHO في فينيكس. ظهر المغني ليتل جيمي ديكنز كضيف على برنامج روبينز التلفزيوني، واستطاع ديكنز أن يدبر لروبينز عقدا مع شركة تسجيلات كولومبيا. أصبح روبينز نجما ثابتا في غراند أول أوبري.
بالإضافة إلى تسجيلاته وأغانيه، كان روبينز محبا لقيادة سيارات السباق، وتنافس في 35 سباق ناسكار ووصل للعشرة الأوائل ست مرات، ومنها سباق فاير كراكر 400 عام 1973. في 1967, مثل روبينز نفسه في فيلم سباق السيارات "Hell on Wheels". كان روبينز محبا لسيارات دودج، وامتلك بسيارات دودج تشارجر وسابق بها وبعد ذلك سابق بسيارة دودج ماغنوم موديل 1978. وكان أيضا سائق سيارة الأمان من نوع بويك سينتوري في سباق إنديانابوليس 500 الستين في عام 1976. سباقه الأخير كان في أطلنطا جورنال 500 في 7 نوفمبر 1982، في الشهر الذي سبق مماته. في عام 1983، شرفت ناسكار روبينز بتسمية السباق السنوي في ناشفيل باسم مارتي روبينز 420.
في 1948 تزوج روبينز من ماريزونا بالدوين (11 سبتمبر 1930 – 10 يوليو 2001) وأهدى إليها أغنيته «امرأتي، امرأتي، زوجتي». وأنجبا طفلان وهما روني (ولد عام 1949) وجانيت (ولدت عام 1959)، التي ابتدأت أيضا مهنتها الغنائية في لوس أنجلس.
عانى روبينز منذ سنوات من مشاكل أوعية القلب، وخضع لعملية قلب مفتوح رباعية في 2 ديسمبر 1982 بعد أن أصيب بنوبة قلبية للمرة الثالثة، ولكن لم يتعافى ومات بعد ستة أيام في مستشفى سانت توماس في ناشفيل عن 57 عاما. في زمن موته، عاش روبينز في برينتوود في تينيسي، خارج ناشفيل. ودفن في مقبرة وودلون ميموريال بارك في ناشفيل. وكرمت مدينة إل باسو روبينز لاحقا بتسمية متنزه ومركز ترفيهي عليه.

## الموسيقى والتراث

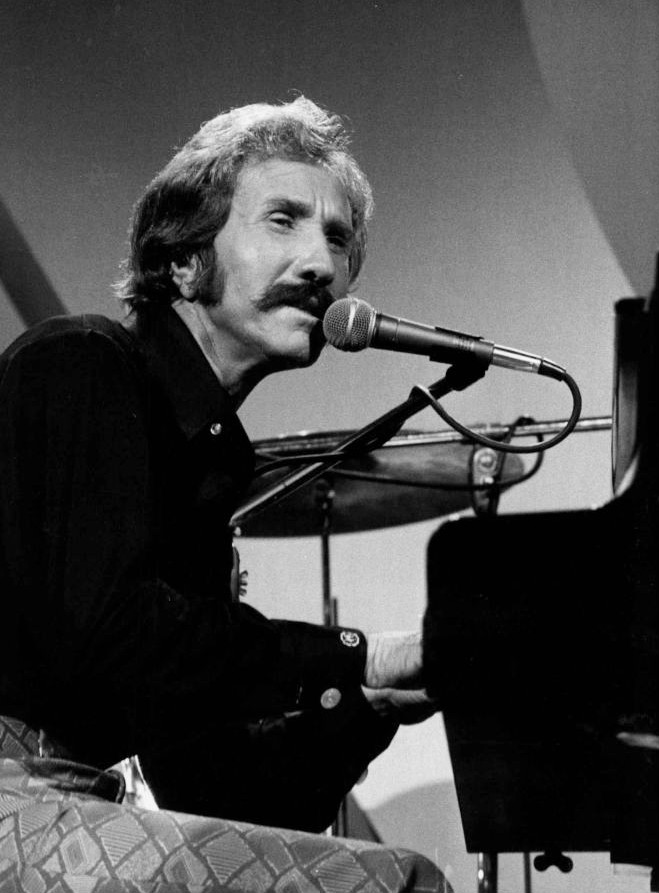
مارتي روبينز عام 1973

بيع من أغنيته "A White Sport Coat and a Pink Carnation" عام 1957 أكثر من مليون نسخة، ومنحت جائزة القرص الذهبي.
تتضمن إنجازاته الموسيقية جائزة جرامي لأغنيته المعرفة به عام 1959 «إل باسو»، المأخوذة من ألبومه Gunfighter Ballads and Trail Songs. كانت هذه أول أغنية له التي تصل المركز الأول على قائمة أغاني البوب. وأتبعها بأغنية ناجحة أخرى هي "Don't Worry"، التي وصلت للمركز الثالث على قائمة أغاني البوب في عام 1961. أصدر عازف الإيتار غرايدي مارتن صوتا نشازا خلال جلسة التسجيل بسبب خلل في الأجهزة، ولكن روبينز أعجب بهذا الصوت وأبقاه في النسخة النهائية.
سجل روبينز تكملتين لأغنية «إل باسو» هما «فالينا» و«مدينة إل باسو»، وكلاهما تواصلان القصة المروية في الأغنية الأصلية. كما ألف روبينز عددا من الأغاني الناجحة لفنانين آخرين مثل أغنية You Don't Owe me a Thing للمغني جوني راي، وأغنية You Gave me a Mountain للمغني فرانكي لاين، وأغنية Kate للمغني جوني كاش.
ربح جائزة جرامي لأفضل تسجيل كانتري عام 1961، لألبومه More Gunfighter Ballads and Trail Songs، ومنح جائزة جرامي لأفضل أغنية كانتري في عام 1970، لأغنية "My Woman, My Woman, My Wife". واختير روبينز فنان العقد (1960 -69) من أكاديمية موسيقى الكانتري، وأدخل إلى قاعة مشاهير موسيقى الكانتري في عام 1982، ومنح جائزة قاعة مشاهير جرامي في عام 1998 لأغنيته «إل باسو». كما أدخل إلى قاعة مشاهير كتاب الأغاني في ناشفيل في عام 1975. كما منح نجمة على ممشى المشاهير في هوليوود في 6666 هوليود بوليفارد.
منح روبينز شهادة فخرية من جامعة شمال أريزونا.

## الأغاني واللبومات
سجل مارتي روبينز 52 ألبوم تسجيلي، و13 ألبوم تجميعي. وخلال مسيرته، تصدرت 17 أغنية له قائمة بيلبورد لأغاني الكانتري، مما مجموعه 82 أغنية دخلت الأربعين الأوائل (Top 40).
أنجح ألبوماته كان Gunfighter Ballads and Trail Songs التي وصل للمركز السادس على قائمة الألبومات لكل الأنواع «بيلبورد 200»، ونال تصنيف البلاتين من رابطة التسجيلات الأمريكية. أول أغنية في الألبوم، «إل باسو»، كانت أنجح أغنية له في مسيرته، وتصدرت قائمتي البوب والكانتري، ووصلت أغاني أخرى مراتب متقدمة على قائمة بيلبورد هوت 100، مثل A White Sport Coat التي وصلت المركز الثاني عام 1957، و Don't Worryالتي وصلت المركز الثالث عام 1960.
آخر أغنية له تدخل العشرة الأوائل على أغاني الكانتري كانت Honkytonk Man من الفيلم بنفس الاسم من إخراج كلينت إيستوود، والذي لعب فيه روبينز دورا بسيطا، ومات قبل إصدار الفيلم بقليل. أصدرت أربعة ألبومات له بعد وفاته، ولكنها لم تحقق نجاحا..

### أغاني احتلت المرتبة الأولى
- I'll Go on Alone – 1951.
- Singing the Blues – 1956.
- A White Sport Coat – 1957.
- The Story of My Life – 1957.
- Just Married – 1958.
- El Paso – 1959.
- Don't Worry – 1961.
- Devil Woman – 1962.
- Ruby Ann – 1962.
- Begging to You – 1963.
- Ribbon of Darkness – 1965.
- Tonight Carmen – 1967.
- My Woman, My Woman, My Wife – 1970.
- El Paso City – 1976.
- Among My Souvenirs – 1976.

## وصلات خارجية
- مارتي روبينز على موقع Racing-Reference.info (الإنجليزية)

- الموقع الرسمي
- صفحة روبينز في موقع قاعة مشاهير موسيقى الكانتري
- صفحة روبينز في موقع رابطة موسيقى الغرب
- صفحة روبينز في موقع قاعة مشاهير كتاب الآغاني في ناشفيل
- سيرة روبينز بقلم هانك ديفس في موقع أول ميوزيك
- صفحة روبينز بقلم غايلن داسكي في موقع ناسكار